# Wola Nieszkowska

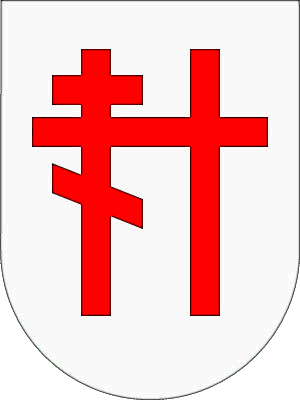
Nieoficjalny herb wsi Wola Nieszkowska

Wola Nieszkowska – wieś w Polsce położona w województwie małopolskim, w powiecie bocheńskim, w gminie Bochnia.
W latach 1975–1998 miejscowość administracyjnie należała do województwa tarnowskiego.

## Położenie
Pod względem geograficznym Wola Nieszkowska znajduje się na Pogórzu Wiśnickim. Jej pola i zabudowania zajmują odchodzące od wzniesienia Wichraż na północny wschód i opadające w widły potoku Polanka i jego dopływu – potoku Wichracz. Przez miejscowość przechodzi szosa łącząca Zawadę z Sobolowem.

## Części wsi
| SIMC    | Nazwa        | Rodzaj    |
| ------- | ------------ | --------- |
| 0812985 | Królowa Góra | część wsi |
| 0812991 | Opaka        | część wsi |
| 0813000 | Pańska Rola  | część wsi |
| 0813016 | Wichraż      | część wsi |
| 0813022 | Zagrody      | część wsi |

## Zabytki
Obiekt wpisany do rejestru zabytków nieruchomych województwa małopolskiego.
- Cmentarz wojenny nr 341 z I wojny światowej.